# Svatá liga (1684)
Svatá liga (latinsky Sacra Ligua), založená v roce 1684, byla aliance Svaté říše římské s dalšími evropskými mocnostmi na obranu proti Osmanské říši.

## Historie
Liga byla založena 5. března 1684 pod záštitou papeže Inocence XI. z iniciativy rakouského císaře Leopolda I.
Kromě Svaté říše a Papežského státu, byli dalšími členy zpočátku také Polsko-litevská unie a Benátská republika. Po podepsání „věčného míru“ s Polskem dne 6. května 1686 se připojilo carské Rusko. 
Tato koalice dosáhla řady vítězství nad Turky a měla klíčový význam pro definitivní omezení osmanského vlivu v Evropě.

## Členové
- Svatá říše římská (Habsburská monarchie)
- Papežský stát
- Benátská republika
- Polsko-litevská unie
- Ruské carství

## Předchozí události
Rok před koncem 20letého příměří mezi Osmanskou říší a rakouskými Habsburky, označovaného jako Vašvárský či též Eisenburský mír. vytáhl na jaře 1683 osmanský velkovezír Kara Mustafa s armádou 150 000 mužů k Vídni s cílem dobýt tehdejší rezidenční město římsko-německého císaře, které Turci obléhali neúspěšně již v roce 1529. Od 14. července byla Vídeň obležena, ale dokázala se úspěšně bránit. Díky včasné pomoci polského krále Jana III. Sobieského, jehož vojsko 12. září zasadilo obléhatelům zničující porážku, se podařilo donutila Osmany k ústupu.

## Svatá liga ve Velké turecké válce
Papežovi se podařilo zprostředkovat společný protiturecký postup císaře Leopolda I. s Polskem a Benátkami. Zatímco počáteční postup do Uher v roce 1684 byl neúspěšný (Obléhání Budína v letech 1684 a 1686), počínaje následujícím rokem způsobili spojenci Osmanům několik vážných porážek (v roce 1687 u Nagyharsány a Zenty 1697) a dobyli některé oblasti, které po staletí ovládali Osmané: Uhry, Sedmihradsko, Srbsko a dočasně též řecký poloostrov Peloponés.
26. ledna 1699 byl definitivně uzavřen Karlovický mír mezi císařem, Polskem a Benátkami na jedné straně a Osmanskou říší na straně druhé. V něm Uhry se Sedmihradskem, většina Chorvatska (zhruba dnešní Slavonie) připadly Rakousku, které se tak stalo významnou evropskou velmocí. Benátkám bylo potvrzeno vlastnictví Morey (Peloponésu) dobyté v roce 1686. Polsko obdrželo zpět Podolsko, v roce 1672 obsazené Vyskou Portou a části dnešní Ukrajiny. S Ruskem uzavřela Osmanská říše, která ztratila všechna svá v 16. století dobytá území s výjimkou Banátu, dvouleté příměří.
Svatá liga z roku 1684, nejznámější a poslední v řadě aliancí, všechny nesoucí název „Svatá liga“, byla rozpuštěna Karlovickým mírem v roce 1699.